# Felinele 2: Aventuri în Spania
Felinele 2: Aventuri în Spania (engleză The Cheetah Girls 2) este un Film Original Disney Channel, continuare a filmului Felinele, din 2003. Premiera originală a avut loc pe 25 august 2006, în Statele Unite. Premiera filmului a fost vizionată de 8,1 milioane de telespectatori, devenind cel mai vizionat Film Original Disney Channel la acea vreme și, de asemenea, cel mai vizionat film din trilogia Felinele. Filmul este, de asemenea, ultimul film din trilogie în care joacă Raven-Symoné. Filmul a fost regizat de Kenny Ortega.
În România, filmul și-a făcut premiera pe 10 ianuarie 2010, pe Disney Channel.

## Rezumat
Felinele Galleria, Chanel, Dorinda și Aqua fac o călătorie până în Spania, dorind să participe la un festival de muzică. Lucrurile se complică atunci când fetele fac cunoștință cu Marisol (Belinda), o cântăreață talentată, care participă și ea la festival, și cu mama și managerul ei, Lola (Kim Manning). Lola pune la cale un plan de a le despărți pe Feline, acestea reprezentând o amenințare pentru fiica ei, și o convinge pe Marisol să se apropie de Chanel, pentru a o distrage de grup. 
Fetele se întâlnesc, de asemenea, cu Joaquin, un tânăr dansator de tango, care se îndrăgostește de Dorinda.
Grupul trece prin multe situații dificile, dar reușește, încă odată, să treacă peste greutăți, să se reunească și să cânte împreună.

## Distribuția
- Raven-Symoné - Galleria "spedy" Garibaldi
- Adrienne Bailon - Chanel "Chuchie" Simmons
- Sabrina Bryan - Dorinda "Do" Thomas
- Kiely Williams - Aquanette "Aqua" Walker
- Belinda - Marisol Durán, o cântăreață cunoscută pe plan mondial, care încearcă să se împrietenească cu Felinele, în special cu Chanel
- Lynn Whitfield - Dorothea Garibaldi
- Lori Alter - Juanita Simmons
- Golan Yosef - Joaquin, cel de care Dorinda este îndrăgostită. Ca și Dorinda, acesta este un cântăreț foarte talentat.
- Peter Vives - Angel
- Kim Manning - Lola Durán, mama și managerul lui Marisol, antagonista principală a filmului. Aceasta dorește să le despartă grupul Felinelor, dorind să fie sigură că fiica ei câștigă competiția.
- Abel Folk - Luke, logodnicul Juanitei și nașul lui Joaquin.

## Coloana sonoră
Coloana sonoră a fost lansată pe data de 15 august 2006, în Statele Unite. A debutat pe locul 5 în topul Billboard 200 și a vândut peste 1, 4 milioane de copii.
1. „The Party's Just Begun“ – The Cheetah Girls
2. „Strut“ – The Cheetah Girls ft. Peter Vives
3. „Dance With Me“ – Drew Seeley ft. Belinda
4. „Why Wait“ – Belinda
5. „A la Nanita Nana“ – Belinda ft. The Cheetah Girls
6. „Do Your Own Thing“ – Raven-Symoné
7. „It's Over“ – The Cheetah Girls
8. „Step Up“ – The Cheetah Girls
9. „Amigas Cheetahs“ – The Cheetah Girls ft. Belinda
10. „Cherish The Moment“ – The Cheetah Girls
11. „Cheetah Sisters (Barcelona Mix)“ – The Cheetah Girls
12. „Everyone's A Star“ – Raven-Symoné
13. „It's Gonna Be Alright“ – Raven-Symoné

## Reacții
În Statele Unite, premiera filmului a fost urmărită de 8,1 de milioane de telespectatori, făcându-l cel mai vizionat Film Original Disney Channel la acea vreme, subclasând filmul Cadet Kelly (7, 8 milioane de telespectatori). Filmul a fost, mai târziu, subclasat de filmul Hai, sari!, cu 8, 2 milioane de telespectatori. La ora actuală, cel mai vizionat Film Original Disney Channel este High School Musical 2, iar Felinele 2: Aventuri în Spania este pe locul 6, în același top.